# 山本登 (政治家)
山本 登（やまもと のぼる、1858年4月8日（安政5年2月25日）– 1916年（大正5年）10月16日）は、明治から大正期の実業家、政治家。衆議院議員。旧姓・岡崎。

## 経歴
紀伊国日高郡山内村（和歌山県日高郡南部村、南部町を経て現みなべ町）で岡崎美樹の弟に生まれ、同郡谷口村（上南部村、南部川村を経て現:みなべ町）の豪農山本家の養子となる。紀伊田辺藩校・修道館で学んだ。
南部の小学校で訓導を務め、1884年（明治17年）谷口村外6ヵ村戸長となり、次いで南道村外7ヵ村戸長に就任。1885年（明治18年）10月、和歌山県会議員に当選し（1887年2月辞任）、1888年（明治21年）2月に再選（同年10月辞任）、さらに1894年（明治27年）9月に補欠選挙で当選（1896年3月辞任）し、県会議員を通算3期・3年7ヵ月務め、この間、副議長となった。その他、上南部村会議員も務めた。
1892年（明治25年）2月、第2回衆議院議員総選挙で和歌山県第3区から出馬して当選し、他の和歌山県選出議員と共に紀州組に所属して活動した。衆議院議員に1期在任し、1894年3月の第3回総選挙には出馬せず、義甥・山本隆太郎を後継とした。
政界活動のため財産を傾け、1896年（明治29年）9月、和歌山米穀株式取引所理事長に就任したが、1897年（明治30年）に辞職し、家財を整理して和歌山市に転居した。1906年（明治39年）東牟婁郡和深村（現串本町）近海で珊瑚採取業を営み、当初は好調であったが、輸出先イタリア珊瑚商の倒産、価格の暴落などにより事業を取りやめた。晩年は和歌山市十二番丁で親族の山本徳蔵と株式仲買店を経営したが、病のため1916年10月に死去した。

## 親族
- 義甥 山本隆太郎（衆議院議員）[1]

## 脚註
1. 1 2 3 4 5 6 7 8 9 10 11 12 13 14 15 16 17  『和歌山県議会歴代議員名鑑』118-119頁。
2. 1 2 3 4 5 6 7  『議会制度百年史 - 衆議院議員名鑑』696頁。
3. 1 2 3 4 5 6  『和歌山県史 人物』506頁。